# خربة جدين (فلسطين)
خربة جِدّين هي قرية فلسطينية تقع إلى الشمال الشرقي من مدينة عكا. عُرفت بسبب القلعة الصليبية الموجودة فيها وهجرت في تاريخ 11 تموز 1948 ضمن عملية دكال الصهيونية.

## تاريخ
بنيت القلعة من قبل فرسان تيوتون عام 1220 عندما احتلوا منطقة تقع بالقرب منها وأسموا القلعة ب«جدين» على بعد 16 كم إلى الشمال الشرقي من عكا، التي كانت عاصمة مملكة بيت المقدس. دمرت القلعة من قبل الملك المملوكي الظاهر بيبرس بين عامي 1268 - 1271 وبقي حطامها إلى أن أعاد بناءها ظاهر العمر تحت اسم قلعة جدين عام 1760 ولكن قام بتدميرها الجزار باشا. وبقيت أطلال القلعة وسميت المنطقة المحيطة بها بخربة جدين، أي المنطقة التي أصابها خراب وبقيت أطلالها وسكنتها أحد القبائل البدوية فيما بعد.

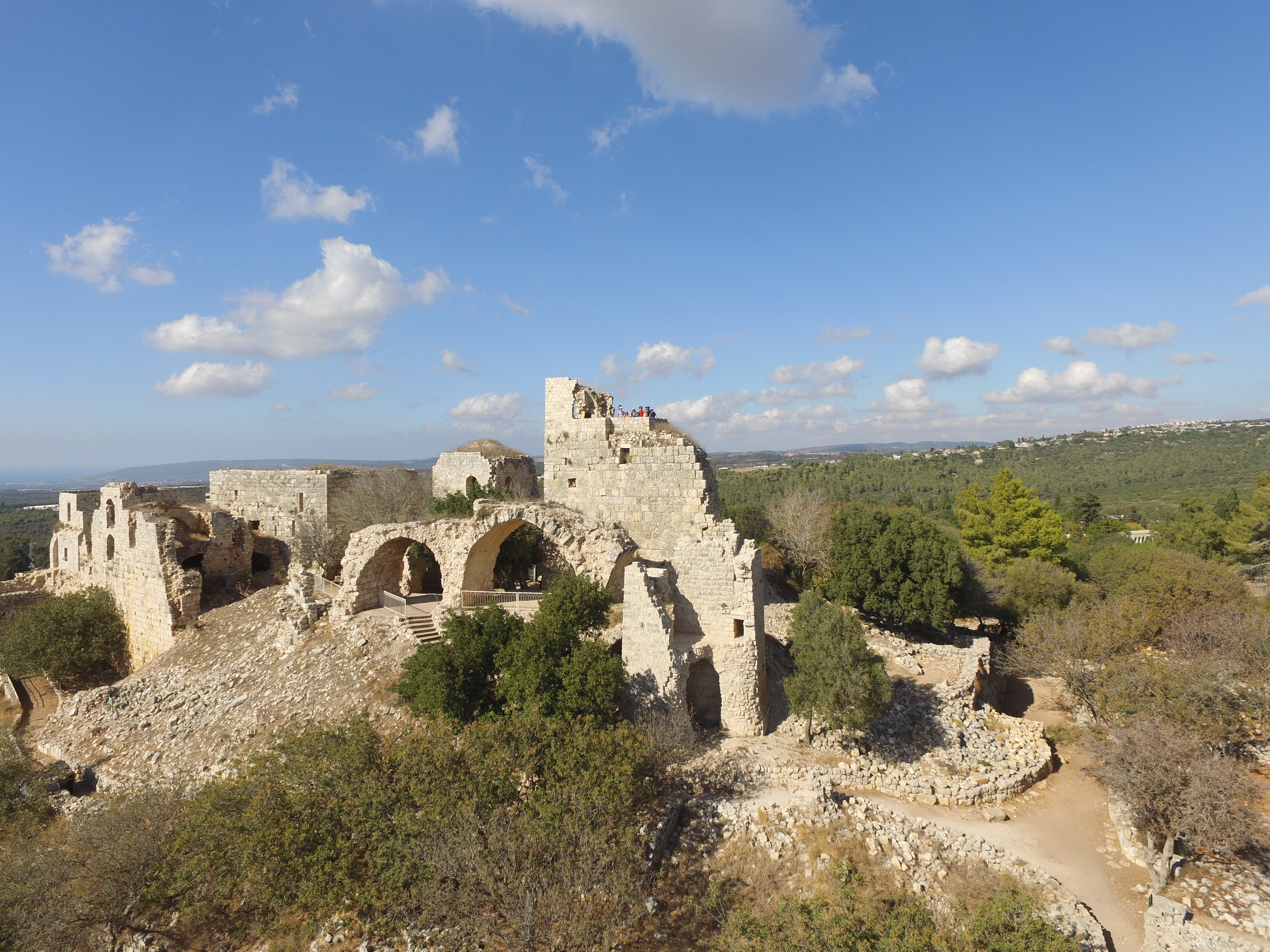
القلعة

### العثمانيون
القلعة الموجودة حالياً قد بنيت من قبل ظاهر العمر، القائد البدوي الذي أصبح لاحقاً والي عكا. فقد قام ظاهر العمر ببناء الأبراج والأسوار والخندق المائي الواقع تحت حجر الأساس، ووضع لمسة عثمانية إسلامية على القلعة، فقام ببناء مسجد وحمام تركي.
قام عدد من المستكشفين بزيارة الخربة، فقد زار أحد الرهبان الإيطاليين المدعو ماريتي جدين في ستينيات القرن الثامن عشر وأشاد بحسن ضيافة الشيخ المحلي الذي يعمل تحت سلطة ظاهر العمر. عام 1775 قام الجزار باشا بهدم القلعة. وبعد الهدم رسم بيير جاكوتين القادم من الحملة الفرنسية على مصر القلعة وأسماها باسم قصر جدين (الفرنسية: Chateau de Geddin). وأتى بعده فيكتور جويرين عام 1875 وتلاه هربرت كتشنر عام 1877.

### الانتداب البريطاني
سكنت الخربة عشيرة بدوية تدعى السويطات التي كانت تعيش على رعي الغنم.
وهذا بيان ملكية الأراضي لليهود والعرب عام 1945:
| المالك  | الدونم |
| ------- | ------ |
| العرب   | 4,238  |
| اليهود  | 3,349  |
| المجموع | 7,587  |

### النكبة
وقعت الخربة ضمن دولة العرب خلال قرار تقسيم فلسطين. وخلا حرب عام 1948، احتل اللواء السابع المدرع (إسرائيل) المنطقة في 11 تموز.

## في الأدب الفلسطيني

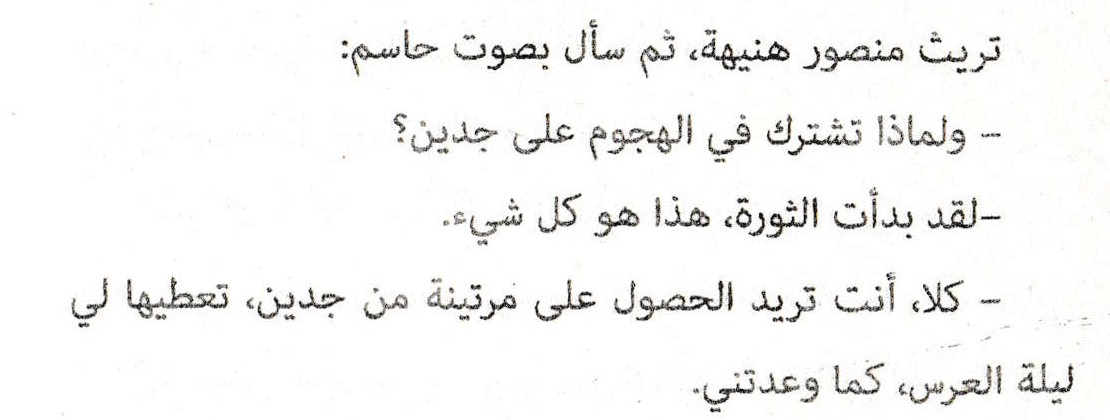
إحدى المواضع التي ذكرت فيها قلعة جدين في كتاب عن الرجال والبنادق لغسان كنفاني

ذكرت قلعة جدين في إحدى قصص غسان كنفاني في كتاب عن الرجال والبنادق، حيث ذكر القلعة في فصل «الصغير وأبوه والمرتينة يذهبون إلى قلعة جدين». فقد كتب أن منصور وأبوه القادمان من مجد الكروم يلتقيان مع جماعات الفدائيين لتحرير قلعة جدين من الإنكليز وذلك لكثرة السلاح المخزن بها، فقد عرف الأب عن هوس ابنه بشراء مرتينة لينضم إلى صفوف الفدائيين، فأراد أن يأخذ أحداهن لابنه، لكنه يقتل خلال الاشتباك.